# Акбар, Патриалис
Патриалис Акбар (индон. Patrialis Akbar) (род. 31 октября 1958 года, Паданг) — индонезийский государственный деятель. Судья Конституционного суда Индонезии (с 2013). Министр юстиции и прав человека Индонезии (2009—2011). Член Партии национального мандата.

## Биография
Родился 31 октября 1958 года в Паданге.
Окончил Джакартский университет Мухаммадии, позже работал адвокатом. С 2004 по 2009 годы был депутатом Совета народных представителей от Партии национального мандата. В 2009 году назначен министром юстиции и прав человека; два года спустя отправлен в отставку. С 2013 года является судьёй Конституционного суда.